# 黔桂鱼藤
黔桂鱼藤（学名：Derris cavaleriei）为豆科鱼藤属下的一个种。

## 扩展阅读
- 維基物種上的相關：黔桂鱼藤